# Castelvecchio (Castel Goffredo)

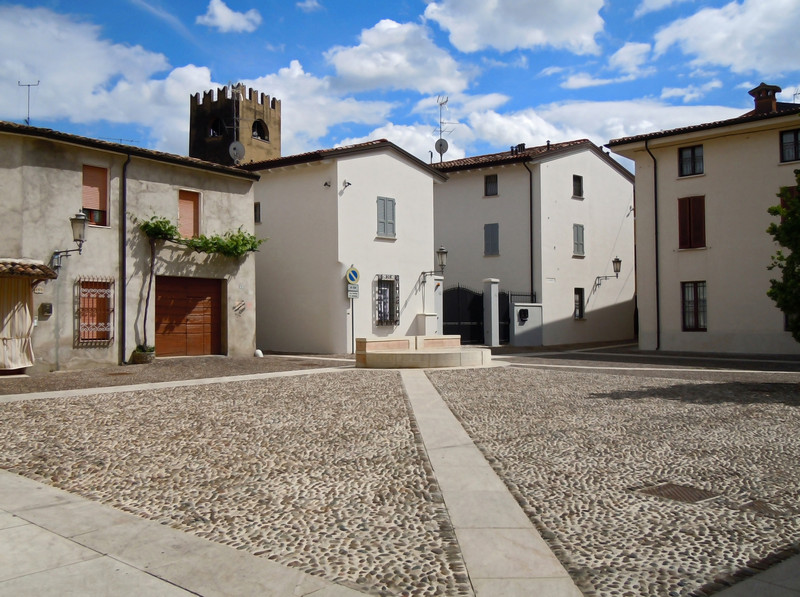
Castel Goffredo, Piazza Castelvecchio

Castelvecchio (Castellum vetus) ist der alte befestigte Stadtteil von Castel Goffredo in der Provinz Mantua. Er grenzt nördlich an den Garten des Palazzo Gonzaga-Acerbi, östlich an Vicolo Remoto und Vicolo Cannone, südlich an die Piazza Mazzini und westlich an Piazzetta Castelvecchio und Vicolo Castelvecchio.

## Geschichte
Der erste Stadtkern von Castel Goffredo, von Mauern und Gräben umringt, entstand innerhalb der Ruinen des römischen castrum und wurde später Castellum vetus beziehungsweise "Castelvecchio" genannt.
Zwischen 900 und 1000 erbaut, wurde der Stadtteil in einer Urkunde vom 12. Juni 1480 erwähnt, in der Ludovico Gonzaga, Bischof von Mantua und Herr von Castel Goffredo, ein Abkommen mit der Gemeinde über den Besitz von einigen Grundstücken der Ortschaft schloss. Mit einem Vertrag, datiert 1337 und vom Notar De Gandulfis beglaubigt, unterwarf sich die Stadt den Gonzaga von Mantua. Die Ortschaft wurde darin mit dem Namen "castello delle terre di Castro Guyfredo" (Schloss der Länder von Castro Guyfredo) erwähnt.
Eine Gasse von "Castelvecchio" wurde nach Karl V., dem Kaiser des Heiligen Römischen Reichs, benannt, zur Erinnerung an seinen Besuch am 28. Juni 1543 beim Herrn von Castel Goffredo, Aloisio Gonzaga.
Zu dem alten Stadtteil gehörten
- Das mittelalterliche Schloss, heute verschwunden;
- Die im Jahr 1986 abgerissene Kirche Santa Maria del Consorzio, die älteste der Stadt, deren aus dem 15. Jahrhundert stammender Glockenturm und die Apsis mit Fresken erhalten blieben.
- Das Haus Prignaca
- Der 27 Meter hohe Stadtturm Torre civica, der als Eingangstor (genannt Porta castelli veteri) diente und den Zugang zu Castelvecchio bildete.
- Palazzo Gonzaga-Acerbi
- Piazza Gonzaga
- Die alten Mauern.